# Приселков, Александр Александрович
Алекса́ндр Алекса́ндрович При́селков (1846 — 29 ноября 1887) — российский священнослужитель, преподаватель и духовный писатель.
Родился в Твери, точная дата рождения неизвестна. Окончил Тверскую духовную семинарию, затем поступил в Санкт-Петербургскую духовную академию, которую окончил в 1873 году (XXX выпуск) со степенью кандидата богословия; тогда же был оставлен преподавать там в звании приват-доцента. Некоторое время исполнял должность доцента на кафедре патристики. В 1884 году был уволен с преподавательской работы, но в 1887 году был принят на службу вновь, поскольку представил к защите диссертацию. Его возвращение состоялось 20 ноября 1887 года, но спустя девять дней он скончался.
Написал оставшуюся незащищённой (по причине его смерти) диссертацию: «Обозрение посланий св. Климента, епископа римского, к коринфянам. Вып. I. Обозрение первого послания» (Санкт-Петербург, 1888). Впоследствии эта работа была издана большим тиражом и была рекомендована синодом к помещению в народные библиотеки.